# Малатеста, Маргарита
Не следует путать с Маргаритой Малатеста, графиней Монтоне; дочерью Сиджизмондо Пандольфо Малатеста и Изотты дельи Атти, супругой Карло Фортебраччи.
Маргари́та Малате́ста (итал. Margherita Malatesta; после 1367 или 1371 — 28 февраля 1399, Мантуя) — итальянская аристократка из дома Малатеста, дочь кондотьера Галеотто I, синьора Римини и Пезаро. Вторая жена Франческо I, четвёртого генерального капитана Мантуи из дома Гонзага; в замужестве — синьора Мантуи.

## Биография
Точные место и дата рождения Маргариты Малатеста не известны. Она была дочерью кондотьера Галеотто I из дома Малатеста, синьора Римини и Пезаро и Джентиле Да Варано (в некоторых источниках ошибочно названа именем сестры Елизаветой), дочери Родольфо II из дома Варано, синьора Камерино и Камиллы Кьявелли, аристократки из дома Кьявелли, синьоров Фабриано.

### Синьора Мантуи
В 1393 году Маргарита вышла замуж за Франческо I из дома Гонзага, четвёртого генерального капитана и синьора Мантуи. За два года до свадьбы её супруг приказал обезглавить свою первую жену Аньезе Висконти, беспочвенно подозревая ту в прелюбодеянии. От первой жены у него осталась дочь Альда, в замужестве синьора Падуи. В браке Маргариты и Франческо I родились двое детей:
- Джанфранческо (Джан Франческо или Джованфранческо) (ок. 1395 — 23 сентября 1444), кондотьер, пятый генеральный капитан и синьор Мантуи с 1407 года, венецианский патриций, первый маркграф Мантуи с 1432 года, в 1409 году женился на родственнице Паоле Малатеста (1393 — 28 февраля 1449), дочери Малатеста V, синьора Пезаро и Елизаветы Да Варано, родной сестры его бабушки по материнской линии;
- Сусанна, венецианская патрицианка, умерла в младенческом возрасте.

Маргарита имела репутацию добродетельной синьоры. За милосердие по отношению к жителям города она была прозвана ими «защитницей граждан». Когда с лета 1398 по начало 1399 года Франческо I находился в паломничестве на Святой Земле, Маргарита, вместе с викарием двора и референдарием Галеаццо Бузони, правила Мантуей от имени супруга. В последний день февраля 1399 года, не перенеся тяжёлой беременности, она скончалась.

## Погребение
Маргарита Малатеста была похоронена в усыпальнице дома Гонзага в церкви Святого Франциска в Мантуе. Овдовевший муж воздвиг ей великолепную гробницу с эпитафией на латыни:

Знаменитые в мраморном склепе покоятся кости,

Маргарита, твои, что прежде виднейший из воинов

Произвел в благочестье высоком на свет Галеотто,

Чтоб Малатестов двор был славы навеки исполнен,

Эта умела хранить честь благородная дева,

В браке тебе, Франческо, дав пресветлейшего сына

С Гонзаговой силой и родительским духом,

Законом природным теперь ей час предназначен

Из плотской темницы в небесный чертог воцариться

В последний февральский день, когда тысяча триста

Девяносто девять Господних годов миновало.

Перевод: Sergey Pukhov (обс.) 19:34, 10 мая 2017 (UTC)Оригинальный текст (лат.)Inclita [i. e. incluta] marmoreo requiescunt ossa sepulcro[,]

Margarita[,] tui, genuit quam maximus olim

Militi[a]e sublime decus Galaotus in orbem[,]

Quem Malatesta tulit plenis fulgoribus aula,

H[a]ec generosa suum staret dum virgo pudorem[,]

Nupta dedit[,] Francisce[,] tibi clarissima proles

Gonzage, pr[a]eclara viro, mentisq. parentum[,]

Tempore labenti nativa lege soluta

Carcere corporeo c[a]eli migravit ad aulas,

Februus extremo rapuit tunc mille trecentis

Nonaginta novem Domini currentibus annis.

Correctio scripti Latini: Sergey Pukhov (обс.) 19:34, 10 мая 2017 (UTC)

Авторство эпитафии приписывается Бартоломео дельи Альбони да Вольта. Изготовление гробницы Франческо I заказал братьям Пьетропаоло и Якобелло Далле Мазенье. Контракт на её создание стороны подписали в 1399 году в Венеции и подтвердили в апреле 1400 года. В соглашении говорилось, что гробница на колоннах у стены должна быть сделана из белого каррарского мрамора (лицо и руки скульптурного изображения Маргариты), розового веронского мрамора, истрийского и черного камней. Помимо скульптурного изображения покойной, саркофаг был украшен пятью скульптурами — Распятого Христа с предстоящими Богоматерью и Иоанном Евангелистом, святого Людовика и святой Маргариты. В 1797—1798 году гробница Маргариты Малатеста была разрушена. Сохранилась лишь верхняя часть со скульптурным изображением мантуанской синьоры, которую положили в крипте базилики Святого Андрея. В 1913 году реставрацией её основания занимался скульптор Альдо Андреани. В 1928 году она была перенесена в музей Герцогского дворца в Мантуе.
Известен посмертный портрет Маргариты Малатеста, синьоры Мантуи, который хранится в собрании замка Амбрас в Инсбруке. Автор портрета неизвестен. Посмертное изображение Маргариты присутствует также на медальоне первой половины XVII века.